# Урнула кратероподібна
Урнула кратероподібна, урнула ширококелихоподібна, урнула келихоподібна, (Urnula craterium (Fr.)) — вид неїстівних грибів роду Урнула (Urnula) родини Саркосомові (Sarcosomataceae). Гриб класифіковано у 1851 році.

## Будова

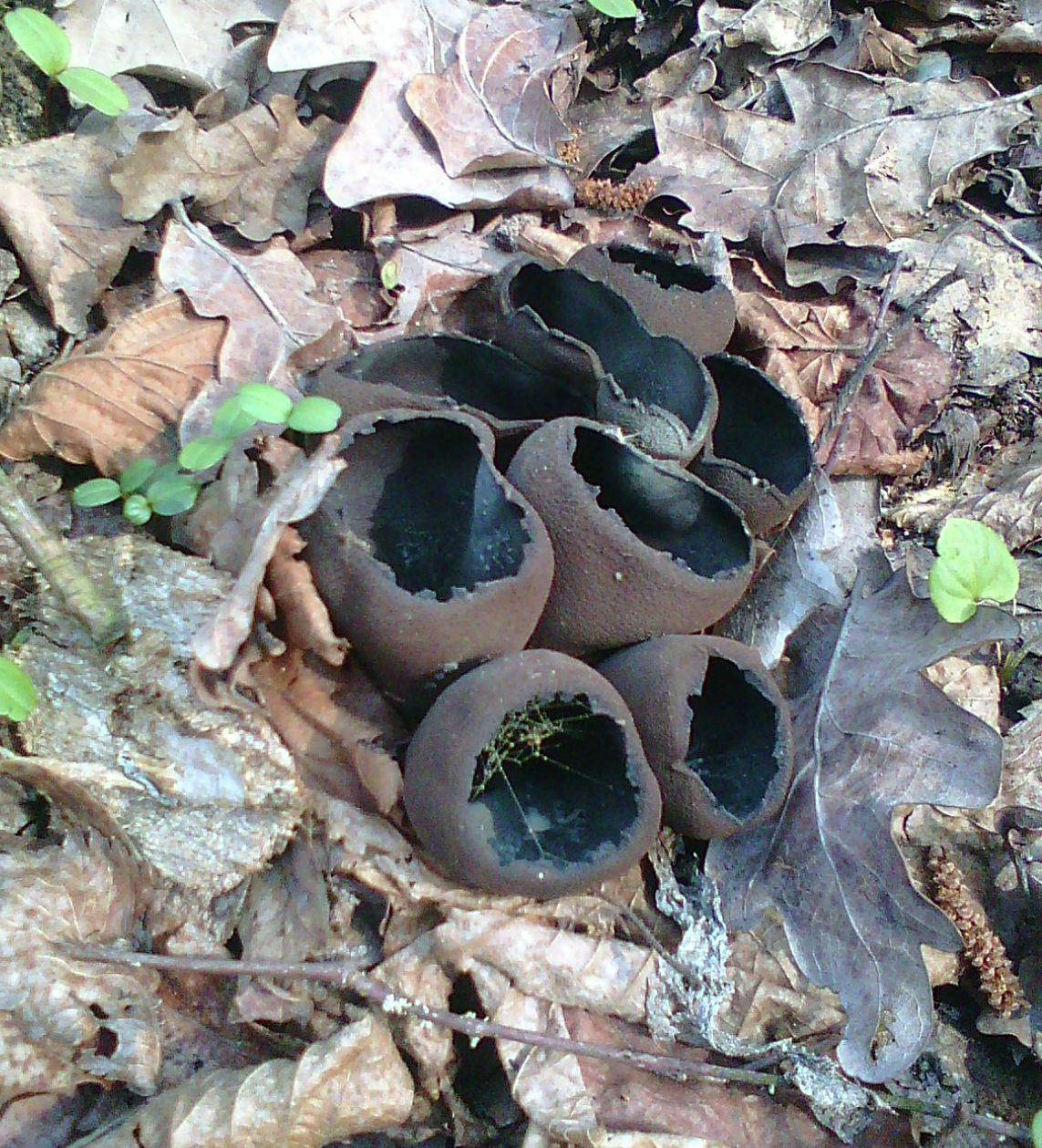
Урнула кратероподібна (Київська обл., 2017)

Плодове тіло діаметром 2-6 см та глибиною 4-6 см, спочатку закрите, у формі ємності (келиху), яке з віком розкривається. Ззовні матове, чорно-сіре, всередині гладке чорне. М'якоть щільна, суха, майже без запаху. Псевдоніжка висотою 3-4 см завдовжки, товщина 0,4-0,8 см. Споровий порошок білий. Спори розмірами 22-37 на 10-15 мкм.

## Поширення та середовище існування
Гриб поширений по всій території України. Росте групами і поодинці, в листяних (переважно з дубом) та змішаних лісах в ґрунті з опалим листям та гнилою деревиною. Плодові тіла утворює навесні в квітні-травні.

## Практичне використання
Неїстівний гриб. Твердий, сухий і без запаху, має неприємний смак.